# Lezhin Comics
Lezhin Comics (hangul: 레진코믹스) es un servicio de webtoons surcoreano distribuido por Lezhin Entertainment.
Fue fundado el 7 de junio de 2013 por el bloguero Han Hye-sun, que trabajaba bajo el seudónimo de "Lezhin", y el desarrollador Kwon Jung-hyuk.
Se dice que ha dado un vuelco a la percepción convencional coreana de que "el manhwa web es gratuito" y ha creado un modelo de negocio parcialmente pagado, superando el punto de equilibrio en su primer mes de servicio, y desde entonces ha seguido creciendo entre un 20 y un 40% cada mes, manteniendo la posición número 1 en ventas en la categoría de manhwa coreano con sistema operativo Android. Inusualmente para una empresa de riesgo, ha sido rentable desde su primer año de funcionamiento y ha atraído la atención, incluida la presentación de un estudio de caso en un taller organizado por el Ministerio de Ciencia Creativa del Futuro, una agencia gubernamental surcoreana. Lezhin Comics ofrece webtoons gratuito y de pago, y es utilizado por un gran número de usuarios en idiomas como en coreano, japonés, inglés y español.

## Historia
Han Hee-sung, un bloguero surcoreano, fundó Lezhin Comics en junio de 2013. Para noviembre de 2014, el sitio ya albergaba más de 400 webtoons y caricaturas, convirtiéndose en el editor de webtoons más grande de Corea del Sur. El contenido es creado por dibujantes profesionales y aficionados, entre los que se incluyen Lee Jin-young, ganador del Korea Content Awards 2013, y Yoo Ayoung, ganador del Today's Cartoon Award 2014.
En abril de 2015, Lezhin Comics lanzó sus servicios en Japón. El proyecto comenzó como un sitio beta y fue abierto de forma oficial en julio del mismo año. En diciembre de 2015, Lezhin Comics amplió sus servicios incluyendo regiones de habla inglesa.
Desde la primera mitad de 2016, las historias de Boys Love/Girls Love se han concentrado mucho. Teniendo en cuenta que no hay muchos géneros de este tipo en el mercado coreano, es muy inusual y diferenciado. 
El 9 de noviembre de 2020, la adquisición fue decidida por Kidaristudio, una empresa encargada de los webtoons y las novelas web afiliada al Grupo Dow Kiwoom.
| Fecha                                                 | Acontecimiento |
| ----------------------------------------------------- | --- |
| Abril de 2012                                         | Creación de Lezhin Entertainment Corporation.                                                                                                |
| 7 de junio de 2013                                    | Lanzamiento de la aplicación para Android.                                                                                                   |
| 15 de julio de 2013                                   | Añade dibujos animados del sábado/domingo.                                                                                                   |
| 16 de agosto de 2013                                  | Lanzamiento de la aplicación para iOS. |
| 27 de septiembre de 2013                              | Lanzamiento de la página web. |
| 27 de septiembre de 2013                              | Lanzamiento del sitio web. |
| 10 de enero de 2014                                   | Añade una función para pagar los certificados de regalo culturales / certificados de regalo de libros.                                       |
| 16 de abril de 2014                                   | Atrajo una inversión de 5.000 millones de wons de NC Soft.                                                                                   |
| Finales de septiembre y principios de octubre de 2014 | Se celebra el 1.er Concurso Mundial de Dibujos.                                                                                              |
| 17 de abril de 2015                                   | Lanzamiento del servicio Lezhin Comics Japón.                                                                                                |
| Mediados de noviembre de 2015                         | Se celebra el 2.º concurso mundial de dibujos animados de resina                                                                             |
| Diciembre de 2015                                     | Se lanza el servicio de Lezhin Comics en Estados Unidos.                                                                                     |
| 22 de junio de 2016                                   | IMM PE (uno de los principales fondos de capital privado de Corea) atrae una inversión de 60.000 millones de wones                           |
| Finales de noviembre de 2016                          | se celebra el 3.er Concurso Mundial de Dibujos Animados de Lezhin.                                                                           |
| Finales de marzo de 2017                              | Toma de posesión como primer presidente (empresa) de la Copyright Overseas Promotion Association (COA), una asociación constituida en Corea. |
| Finales de marzo de 2017                              | Primer sector del webcómic en obtener la certificación gubernamental ISMS (Information Security Management System)                           |
| Principios de junio de 2017                           | El número de usuarios supera los 10 millones.                                                                                                |
| Mediados de julio de 2017                             | Participan en la Anime Expo 2017, el mayor evento de anime de Norteamérica.                                                                  |
| Mediados de 2018                                      | Las ventas de Lezhin Comics superan por primera vez los 10.000 millones de wones solo en el mercado estadounidense.                          |
| Finales del 2018                                      | Mayores ventas en la categoría de manga de Google Play en Estados Unidos en el primer semestre.                                              |
| 4 de junio de 2020                                    | Lanzamiento del nuevo logotipo "Jaymee". |
| 9 de noviembre de 2020                                | Adquirida por la filial del Grupo Dow Kiwoom, Kidaristudio.                                                                                  |
| Finales de julio de 2021                              | Lanzamiento de Lezhin en español. |
| Finales de Agosto de 2021                             | Lanzamiento de LezhinX en Estados Unidos. |

## Obras
| Título                               | Autor(es)                   |
| ------------------------------------ | --------------------------- |
| 30 Days With You                     | Kim Wonee, Youngmo          |
| 3737                                 | Bambi                       |
| 4 Cut Hero                           | Gojira-kun                  |
| A Compendium of Ghosts               | Lee Yul                     |
| A Country of Maestri                 | Muhwa                       |
| A Guy Like You                       | Waje                        |
| A Pervert's Daily Life               | Alice Crazy                 |
| All About Lust                       | Tirano Kim                  |
| An Easy Target                       | Aeju                        |
| An Eye for an Eye                    | Sgt.                        |
| An Innocent Sin                      | Oh Gye                      |
| An Uncomfortable Truth               | EErun                       |
| Appetite                             | Lero                        |
| At the End of the Road               | Haribo                      |
| Bad Boss                             | Neon.B                      |
| Big See                              | Kim Botong                  |
| Bittersweet                          | Tharchog, HC.Langlali       |
| BJ Alex                              | Mingwa                      |
| Blood Bank                           | Silb                        |
| Bloody Festival                      | Heenari                     |
| Blooming Sequence                    | Lee Eul                     |
| Bone and Flesh                       | Studio Sibo                 |
| Can't Take My Eyes Off You!          | Team Manna                  |
| Capture                              | Parkso                      |
| Clash of the 8 Warriors              | Shim Yugeom                 |
| Consumua and Sudutist!               | Dott                        |
| Daily Witch                          | Sungwon                     |
| Dallae                               | Choonae                     |
| Danzi                                | Danzi                       |
| Dark Heaven                          | JUNS                        |
| December Rain                        | Kimon                       |
| Delicious                            | Minshow                     |
| Dogma                                | Kemi                        |
| Dolphin Fairy                        | Stone Henge                 |
| Doridosim                            | Lee Gpiee                   |
| Dosa                                 | Nilil, Ikki                 |
| Drug Candy                           | Lee Hyunmin                 |
| Eden                                 | Ins Lim                     |
| Elixir                               | P.P, Sungwon                |
| En Garde                             | IRE                         |
| Escape Devildom                      | MooMen                      |
| Escape into Oblivion                 | Gawee                       |
| Eunsoo                               | Studio Sibo                 |
| Eunsuk & Jung-gu                     | John                        |
| Everyday Lily                        | Gom Mali                    |
| Everyday Zen                         | Johny Tay                   |
| Following Namsoo to the Bathhouse    | Cuke Soap                   |
| Forever Mine                         | Byutt                       |
| Freak-Quency                         | Xero, Sakon                 |
| From Points of Three                 | White Eared                 |
| G'Day                                | Choi Yong Sung              |
| Girl Reborn                          | Appling, Antler             |
| Go Jin and Gam-rae                   | PingPu                      |
| Gray                                 | Woollee                     |
| H&H Roman Company                    | Mum                         |
| Hadomae                              | Choenamsae                  |
| He Does a Body Good                  | Lee Wonsik, Park            |
| He Loves Me                          | Jane                        |
| HEARTHSTONE Lab                      | Do Kim                      |
| Heesu in Class 2                     | Lily                        |
| Her Pet                              | Pito                        |
| Honey Bed Talk                       | Danchoo                     |
| How Far Have You Gone?               | BiBi                        |
| How Sweet is a Sugar Daddy?          | Ji Hye-Kyung                |
| How to Hate Mate                     | Reck                        |
| Hush                                 | Today                       |
| I See Your Money                     | Sria, Minguk23              |
| I'm NOT Drunk                        | Young choon                 |
| If You Hate Me So                    | Fargo                       |
| Inhale                               | Chashoo, One Q              |
| Jazz for Two                         | Clarju                      |
| Jinx                                 | Mingwa                      |
| Killing Stalking                     | Koogi                       |
| King's Maker                         | Haga, Kang Jiyoung          |
| Lady Garden                          | Zilpung Studio              |
| Lilith's Cord                        | Dummy Mandoo, Juder         |
| Lily Love                            | Ratana Satis                |
| Little Girl                          | JS, Cave Bear               |
| Love Barometer                       | Sansa                       |
| Love Me More                         | EZ                          |
| Love Sex Relationship                | Kim Injung                  |
| Lover Boy                            | Zec                         |
| Love is an Illusion                  | Fargo                       |
| Lucid Dream                          | Masatoki, Kirty             |
| Maison de Maid                       | Monnyang, Tarang            |
| Make Me Bark                         | Sagold                      |
| Making AV: A Sneak Peek              | Igawa Youji , Daljakga      |
| Man Crush                            | Shroomi                     |
| Mango's Bone                         | Gold Kiwi, Tired Vagabond   |
| Masters of Masturbation              | AA Media, Avocado           |
| Matchstick 20                        | Masatoki, Dohyun            |
| Mia's Fantastic Toys                 | JS, Cave Bear               |
| Miss Guillotine                      | Gaje, stego                 |
| Momentum                             | Park Ji-yeon                |
| Moonlight Garden                     | Kang Unnie, MissPM          |
| Moritat                              | Sunee Lee, Seokyeong        |
| Ms. Mystic                           | Leeseul, Zimtigee           |
| My Girlfriend's Ex-Boyfriend         | Shinb                       |
| My Joy                               | Pito                        |
| My Mother's Lover                    | Studio Stellas              |
| My Secret Brother                    | Willow                      |
| My Starry Sky                        | Confeito Planet             |
| Nineteen                             | N.ya                        |
| No Goddess, no!                      | PODOST, DADAMU              |
| On A Leash                           | Aji                         |
| One-Room Hero                        | Yoogeukjo                   |
| Ordinary Men                         | Lesh                        |
| Origin of Sensibility                | Leebam                      |
| Out of Control                       | Bboong                      |
| Pandora's Choice                     | Yudori                      |
| Paramour                             | Brothers without a tomorrow |
| Peach Love                           | Fujoking                    |
| Percy & the Yummies                  | Sim Moram                   |
| Perfect Half                         | Luv P                       |
| Pheromone-holic                      | JIO, over.J, Rozer          |
| Polyamory                            | S.cat, Jin                  |
| Power of Love                        | Yoth                        |
| Psychic Gambler: Betting Man         | Doldom, Yang Geng           |
| Pulse                                | Ratana Satis                |
| Redemption Camp                      | Ramjak                      |
| Reveries of the Moonlight            | Hong Jeonghun, Kho Jino     |
| Romantic Marbling                    | Han Gyul                    |
| Royal Servant                        | MasterGin, Chungnyun        |
| RPG Comic                            | Gaechaban                   |
| Sadistic Beauty                      | Yunhee Woo, Geumsan Lee     |
| Saha                                 | Lee Uin                     |
| Save Me                              | 1230                        |
| Scandalous                           | ALMA, PINKO                 |
| Scent of a Witch                     | R                           |
| Secret Crush                         | Jung                        |
| Secret X Folder                      | Lee Hyunmin                 |
| See You Again                        | Pppallet                    |
| See You at the Crosswalk             | Sing Sing                   |
| Serenade                             | Keum Kyesoo                 |
| Sex Knights                          | Byman                       |
| Sextealer                            | H. Roma                     |
| Sign                                 | Ker                         |
| Size Matters                         | Starcoal Bird, Matnoo       |
| Sleeping with the Ghost              | Keo Balhan                  |
| Something About Us                   | Lee Yunji                   |
| Stand Up!                            | Warren                      |
| Star x Fanboy                        | Kim Cheomji                 |
| Stop at the Red Light                | Sing Sing                   |
| Story of Our Lives                   | Sria, Chayun                |
| Strawberry and Milk Tea              | Team Haejang                |
| Sunggi's Study Group                 | Husky-nom, Edge-Edge        |
| Talk to Me                           | Eunbyul                     |
| The Baker on the First Floor         | GyaGa                       |
| The Chain of Youth                   | Dead Sea                    |
| The Girl That Got Stuck in the Wall  | Gaehoju, Gunnermul          |
| The Girl That Wet the Wall           | Gaehoju, Paya8              |
| The Greatest Wolf of My Life         | Ran, Kim Byung-gwan         |
| The Knight of the Falling Star       | Su Jeong Gwa                |
| The Lady and Her Butler              | Jade                        |
| The Love Doctor                      | Chamsae, Bansook            |
| The Missing O                        | Face Park                   |
| The Only One Who Didn't Know         | Domino                      |
| The Origin of Love                   | Sansa                       |
| The Perfect Relationship             | akkang, sam                 |
| The Rabbit Hole                      | Ha Yangji, Yeongmo          |
| The Third Party                      | Enjelicious                 |
| The Whale                            | 0g                          |
| Tissue Guzzler                       | Soso                        |
| Two Birds in Spring                  | Minguk23                    |
| Ultimate Outcast                     | No Do Hwan                  |
| Unfather                             | Nellikang                   |
| Unhinged                             | KimBiva                     |
| Unknown Code                         | Carnby, Hoopa               |
| Vanishing Twin                       | Gaje, Dodal                 |
| Vengeance                            | Aji                         |
| What Does the Fox Say?               | Team Gaji                   |
| White Angels Have No Wings           | Gado                        |
| Why Did Men Stop Wearing High Heels? | Jimmy Kim                   |
| Wind                                 | Yuyun                       |
| Window to Window                     | Lee Aru                     |
| Wolf in the House                    | Park Ji-yeon                |
| Would You Give Your Heart to Me?     | Sil-Bi                      |
| You Jin                              | Fujoking                    |